# Maderita
Maderita es el cuarto álbum perteneciente al grupo de rock argentino Los Visitantes. Fue editado bajo el sello MCA en el año 1996. De esta placa sobresalió el hit Estaré.  

## Lista de canciones
Todas las canciones escritas y compuestas por Palo Pandolfo, salvo cuando se indique otra cosa. 
| N.º | Título                     | Escritor(es)                                     | Duración |  |
| 1.  | «Gozar»                    | Federico Gahzarossian, Horacio Duboscq, Pandolfo | 4:32     |  |
| 2.  | «Estaré»                   |                                                  | 3:18     |  |
| 3.  | «Tren musical»             |                                                  | 2:59     |  |
| 4.  | «Bi bap um dera»           | Pandolfo, Karina Cohen                           | 4:06     |  |
| 5.  | «Noche azul»               |                                                  | 4:02     |  |
| 6.  | «La Pampa»                 | Pandolfo, Cohen                                  | 4:01     |  |
| 7.  | «Arte milenario»           | Pandolfo, Alejandro Varela                       | 4:54     |  |
| 8.  | «Tapa de los sesos»        | Pandolfo, Duboscq                                | 4:06     |  |
| 9.  | «Que se abra Buenos Aires» | Pandolfo, Duboscq                                | 5:10     |  |
| 10. | «La voz»                   |                                                  | 2:36     |  |
| 11. | «Sapo Sapo»                |                                                  | 2:57     |  |
| 12. | «Fantasma»                 |                                                  | 4:14     |  |
| 13. | «Chuza espesa»             |                                                  | 4:22     |  |
| 14. | «Volando y olvidando»      |                                                  | 4:08     |  |

## Músicos
- Federico Gahzarossian: Bajo y Coros
- Horacio Duboscq: Saxofón  y  Clarinete
- Karina Cohen: Coros  y  Percusión
- Marcelo Belén: Batería
- Alejandro Varela: Guitarra
- Palo Pandolfo: Guitarra y Voz

## Invitados
- Héctor "Limón" García: Voz y coros
- León Gieco: Voz en "Que se abra Buenos Aires".